# Comme à la radio
Albums de Brigitte Fontaine
Brigitte Fontaine est… folle !
(1968) 12 chansons d'avant le déluge
(1971)
Comme à la radio est le troisième album, enregistré en 1970 et paru sur le label Saravah à l'issue d'une série de concerts donnés en 1969 et 1970 au Théâtre du Vieux-Colombier (Paris) par la chanteuse et poétesse française Brigitte Fontaine, les musiciens Areski Belkacem, Leo Smith et l'Art Ensemble of Chicago.

## Historique
Les poèmes en prose, chantés ou récités par Brigitte Fontaine selon la technique du talk-over, sont mis en valeur par une musique métissée entre free jazz et tradition arabe. L'album reçut l'année de sa sortie le prix de l'Académie Charles-Cros.
C'est aujourd'hui un des disques français qui jouit d'une influence internationale underground, notamment grâce aux propos enthousiastes que les membres du groupe américain new-yorkais Sonic Youth[réf. nécessaire], ou Beck ont tenu à son sujet dans la presse.
Le disque marque également la rencontre de Brigitte Fontaine avec Areski Belkacem. On y trouve la première musique que le compositeur ait écrite pour la chanteuse, L'été l'été. Le titre éponyme et Lettre à Monsieur le Chef de gare de la Tour de Carol sont devenus des standards du tandem Areski-Fontaine.
Lettre à Monsieur le Chef de gare de la Tour de Carol fut le premier « disque pop de la semaine » en langue française du Pop Club de José Artur, la formule ayant alors plus d'un an d'existence.

## Liste des titres
| 1. | Comme à la radio   |  |
| 2. | Tanka II           |  |
| 3. | Le Brouillard      |  |
| 4. | J'ai vingt-six ans |  |

| 5.  | L'Été l'été                                           |  |
| 6.  | Encore                                                |  |
| 7.  | Léo                                                   |  |
| 8.  | Les Petits Chevaux                                    |  |
| 9.  | Tanka I                                               |  |
| 10. | Lettre à Monsieur le Chef de gare de la Tour-de-Carol |  |

Le disque a été réédité en CD en 1999 enrichi de deux bonus, Le Goudron et Le noir c'est mieux choisi, datant de 1970 et issus d'un 45t de Jacques Higelin.

## Sources
- Benoît Mouchart, Brigitte Fontaine, intérieur/extérieur, éditions Le Castor astral, 2011